# Spoorlijn 62
De Spoorlijn 62 of Groene 62 is de voormalige, 22 kilometer lange spoorweg tussen Oostende en Torhout. De lijn had nummer 62, en is vandaag een natuur-, wandel- en fietsgebied. Het traject doorkruist onder meer het Oostends Krekengebied.
Het traject loopt langs volgende gemeentes: Snaaskerke, Gistel, Moere, Eernegem, Ichtegem en Wijnendale. Elke drie km was er een stationnetje waarvan alleen het station van Moere nog in zijn oorspronkelijke staat is bewaard gebleven. Alle andere stations zijn ondertussen afgebroken of verbouwd.
Tussen Oostende en Torhout waren er stopplaatsen in Stene, Snaaskerke, Gistel, Moere, Eernegem, Ichtegem en Wijnendale. Ten behoeve van de opheffing van het Station Oostende-Stad (gesloten in  1946) werd een nieuwe lijn aangelegd tussen Snaaskerke, over Zandvoorde naar Oostende Kaai.
Het nummer 62 (vroeger de lijn Moerbeke - Sint-Gillis-Waas) werd pas toegekend na 1955 toen op het deel Torhout - Ieper het personenvervoer werd gestaakt.

## Geschiedenis
De lijn was gepland vanaf Oostende Stad naar Armentiers over Torhout, Kortemark en Ieper, zie ook spoorlijn 63, en was een privé-initiatief om Parijzenaars in enkele uren naar de Belgische kust te brengen. In april 1867 stoomde de eerste stoomtrein van Oostende naar Torhout. Behalve door Parijzenaars werd de lijn ook gebruikt door Belgische seizoensarbeiders die naar Noord-Frankrijk trokken. Geleidelijk aan vestigde zich ook industrie langs dit traject. In 1897 werd een tweede spoor aangelegd. Bij Oostende is er een aftakking geweest die, voor station stad bereikt werd, afboog en via de Vindictivelaan tot op de Visserkaai liep. En die was dan ook voor vis bedoeld. Ook heeft de lijn doorgelopen na station stad tot in de haven, en kwam zodoende boven het huidige station. Beide sporen kruisten diverse tramsporen.
Na de Eerste Wereldoorlog ging het echter bergafwaarts. Tussen de twee wereldoorlogen reden er nog internationale treinen van en naar Frankrijk in de zomerperiode. In de dienstregeling van de zomer 1933 reden de volgende internationale treinen op het traject:
- Twee dagelijkse treinen met doorgaande rijtuigen naar Parijs, die in Torhout aansluiting gaven op een trein uit Knokke, Blankenberge en Brugge. Na Torhout reed een daarvan zonder stop door naar Moeskroen. De ander stopte nog in Roeselare en Ingelmunster. Na ongeveer een halfuur van grensformaliteiten bij Tourcoing, volgde de trein de normale route naar Parijs via Rijsel.
- Een dagelijkse trein met doorgaande rijtuigen naar Rijsel. Deze trein stopte ook in Lichtervelde, voor een aansluiting van een trein uit De Panne, en in Kortrijk. In Rijsel was aansluiting op de nachttrein naar Parijs.

De Duitsers braken het tweede spoor in 1940 op. In 1946 werd het station Oostende-Stad gesloten en werd de spoorlijn omgelegd naar Oostende-Maritiem (het huidig station) In 1955 werd op het deel Torhout - Ieper het personenvervoer gestaakt. In 1963 reed de laatste passagierstrein tussen Torhout en Oostende. Deze werd vervangen door een buslijn die tot en met 2004 het nummer 62a droeg. In 1967 reed de laatste goederentrein. Precies 100 jaar na de opening werd de spoorverbinding opgeheven. In de jaren tachtig waren er plannen gemaakt om op de lijn een museum exploitatie te starten door de Belgische Vrienden van de Stoomlocomotief. Uiteindelijk werd er gekozen voor lijn 52. De sporen werden dan in 1984/1985 opgebroken. De provincie West-Vlaanderen vormde het traject over een lengte van 22 km om tot een fiets- en wandelpad.
Bezienswaardigheden langs dit traject zijn onder meer de statieput in Eernegem en de bruggen over de spoorweg in Wijnendale, waar de uitgegraven spoorwegbedding het Plateau van Wijnendale diep doorsnijdt. De speciale ondergrond van de spoorwegberm laat toe dat zeldzamere planten en dieren zich er komen vestigen. Ook de beeldhouwer Lieven Debrabandere heeft zijn atelier en beeldentuin langs dit traject, vlak aan het voormalige station van Moere www.moerdijk.be
De treindienst werd vervangen door buslijn 62A. Die volgde echter twee routes: via Snaaskerke en Gistel, of via Zandvoorde en Westkerke. Pas na 2003 werd dit nummer vervangen door 51.

## Aansluitingen
In de volgende plaatsen is of was er een aansluiting op de volgende spoorlijnen:
Oostende
Spoorlijn 50A tussen Brussel-Zuid en Oostende
Spoorlijn 50F tussen Oostende-Zeehaven en Oostende
Torhout
Spoorlijn 63 tussen Torhout en Ieper
Spoorlijn 66 tussen Brugge en Kortrijk

## Galerij

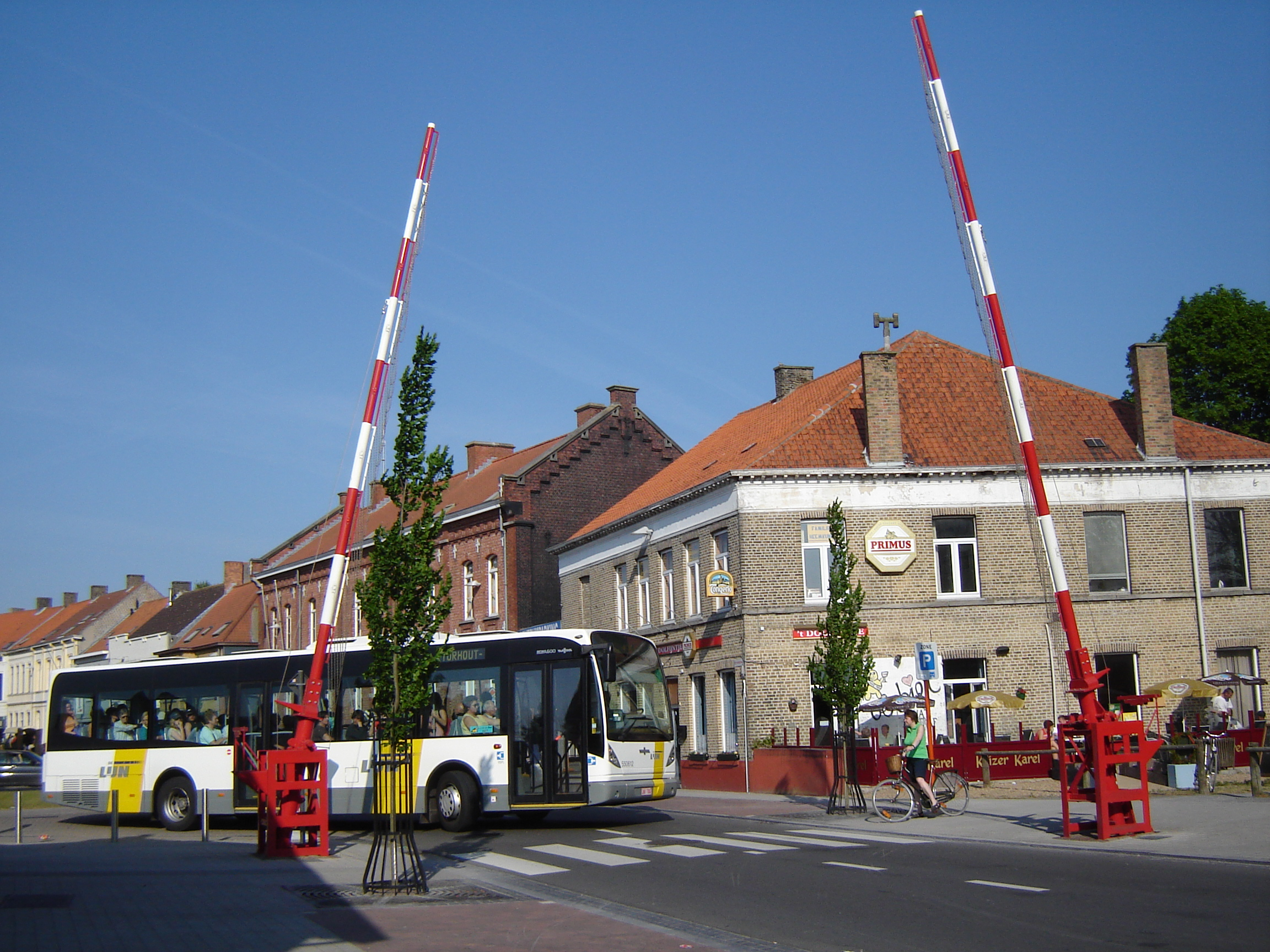
Overweg in Gistel
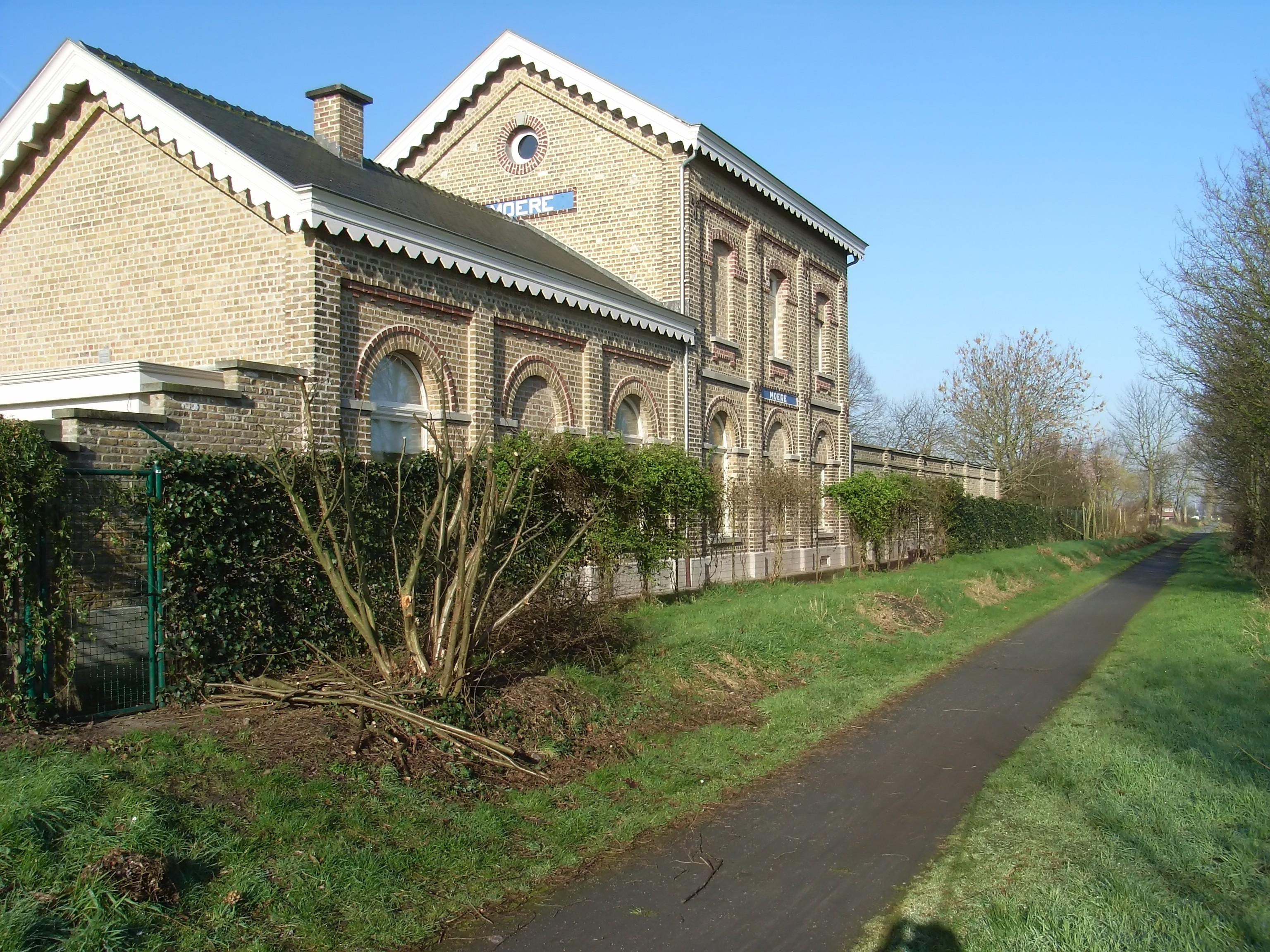
Station van Moere
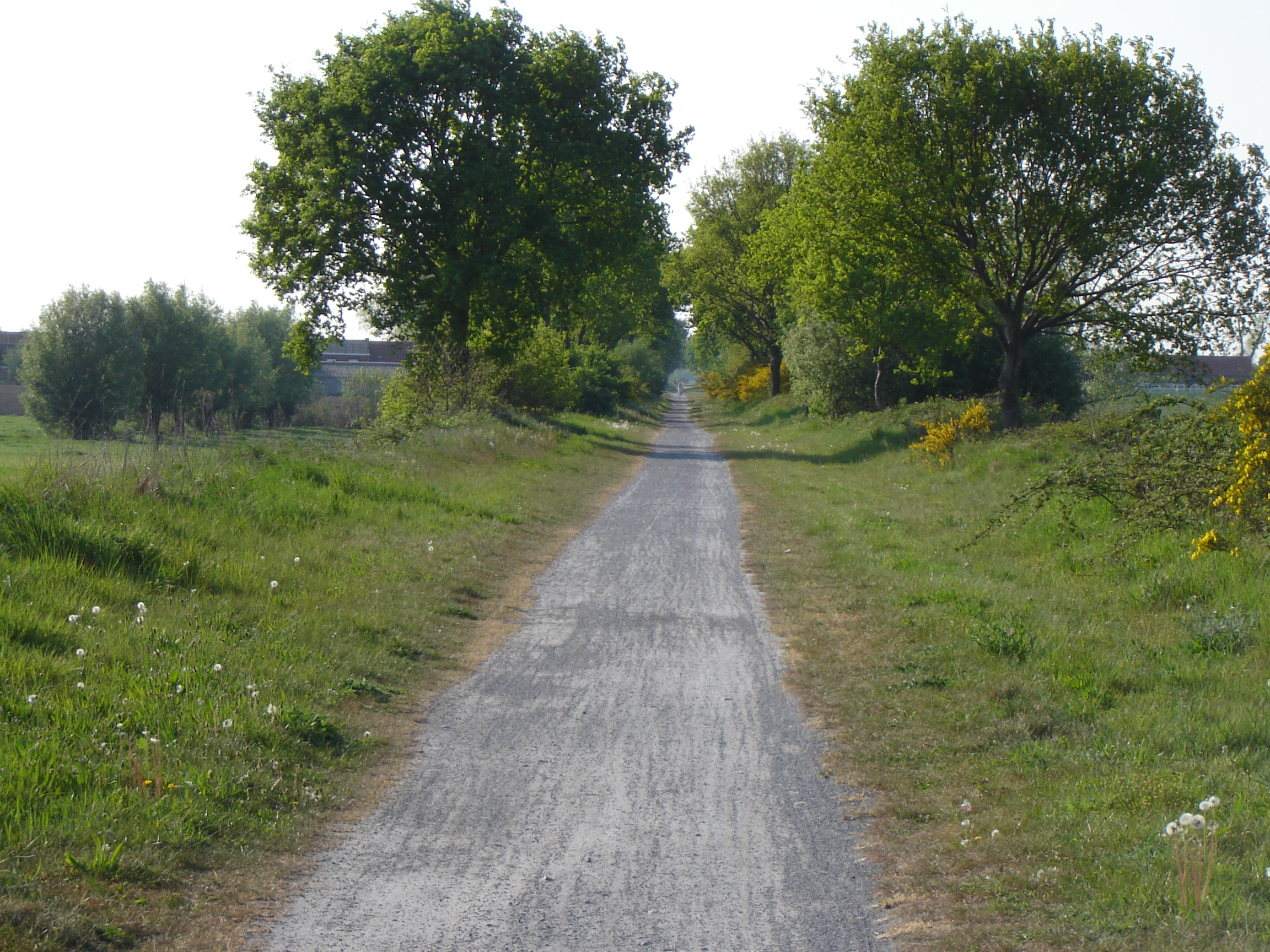
Binnenrijden van Ichtegem vanuit Wijnendale
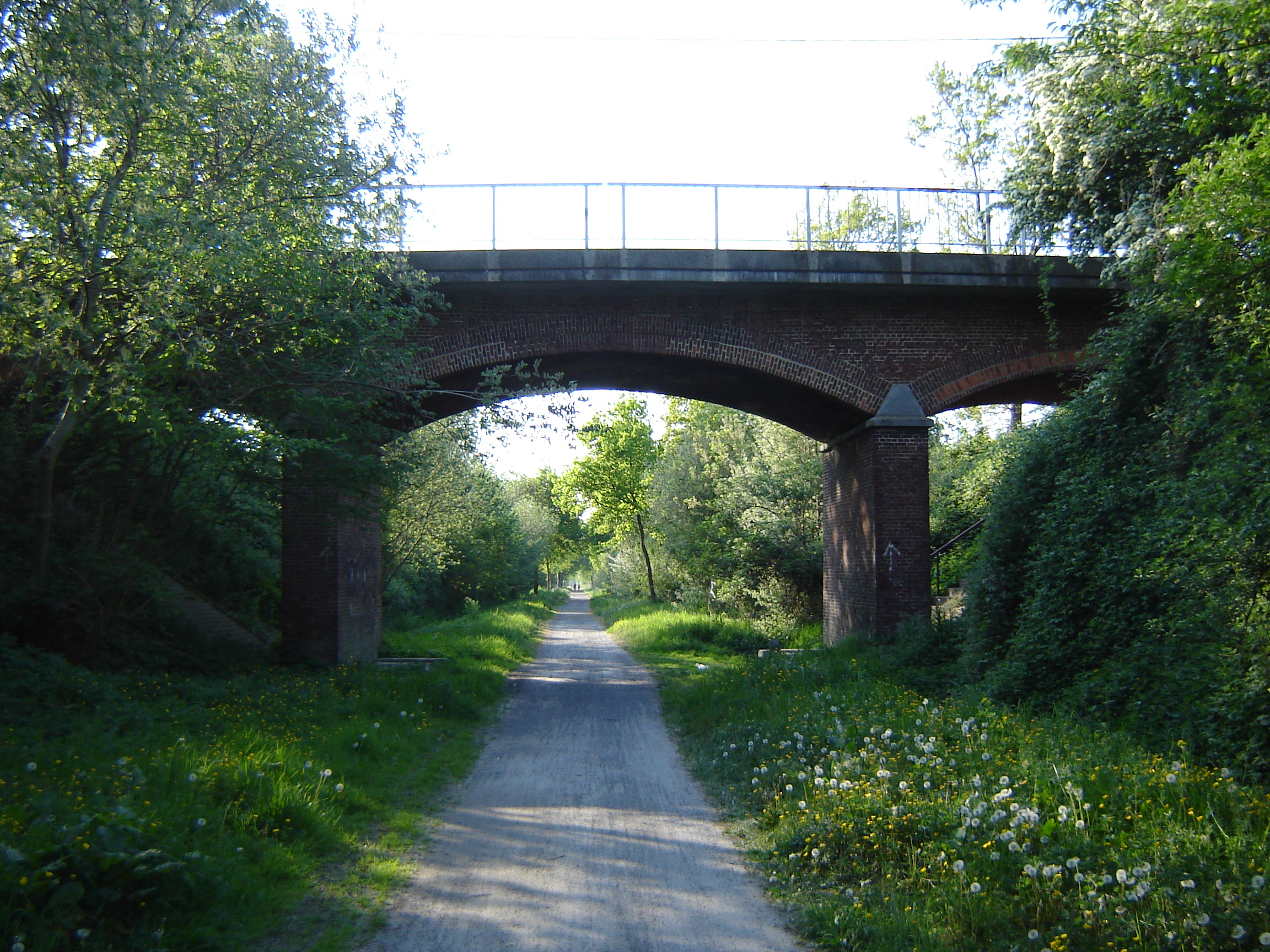
Brug van de Steenstraat in Wijnendale
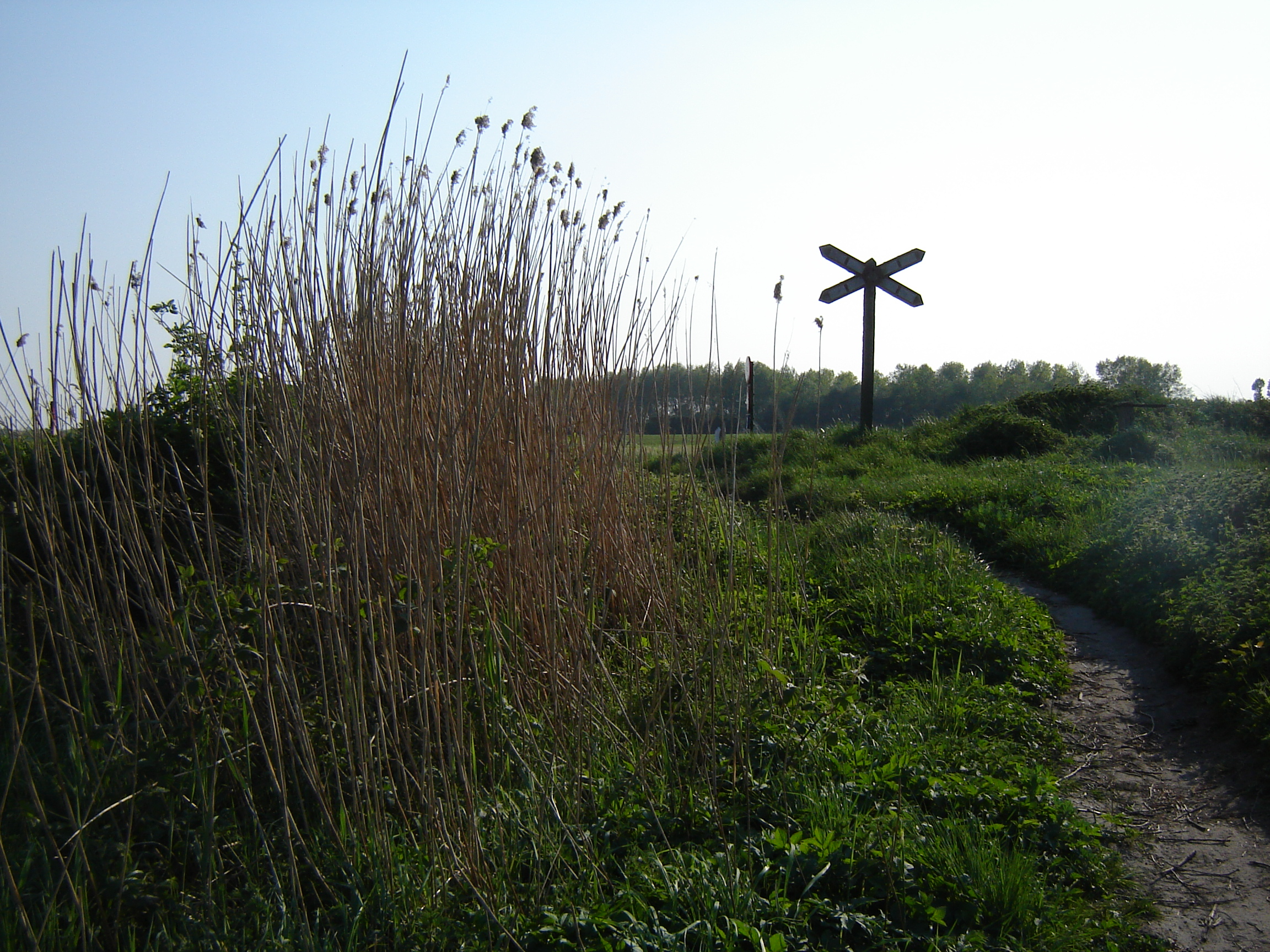
Andreaskruis te Wijnendale
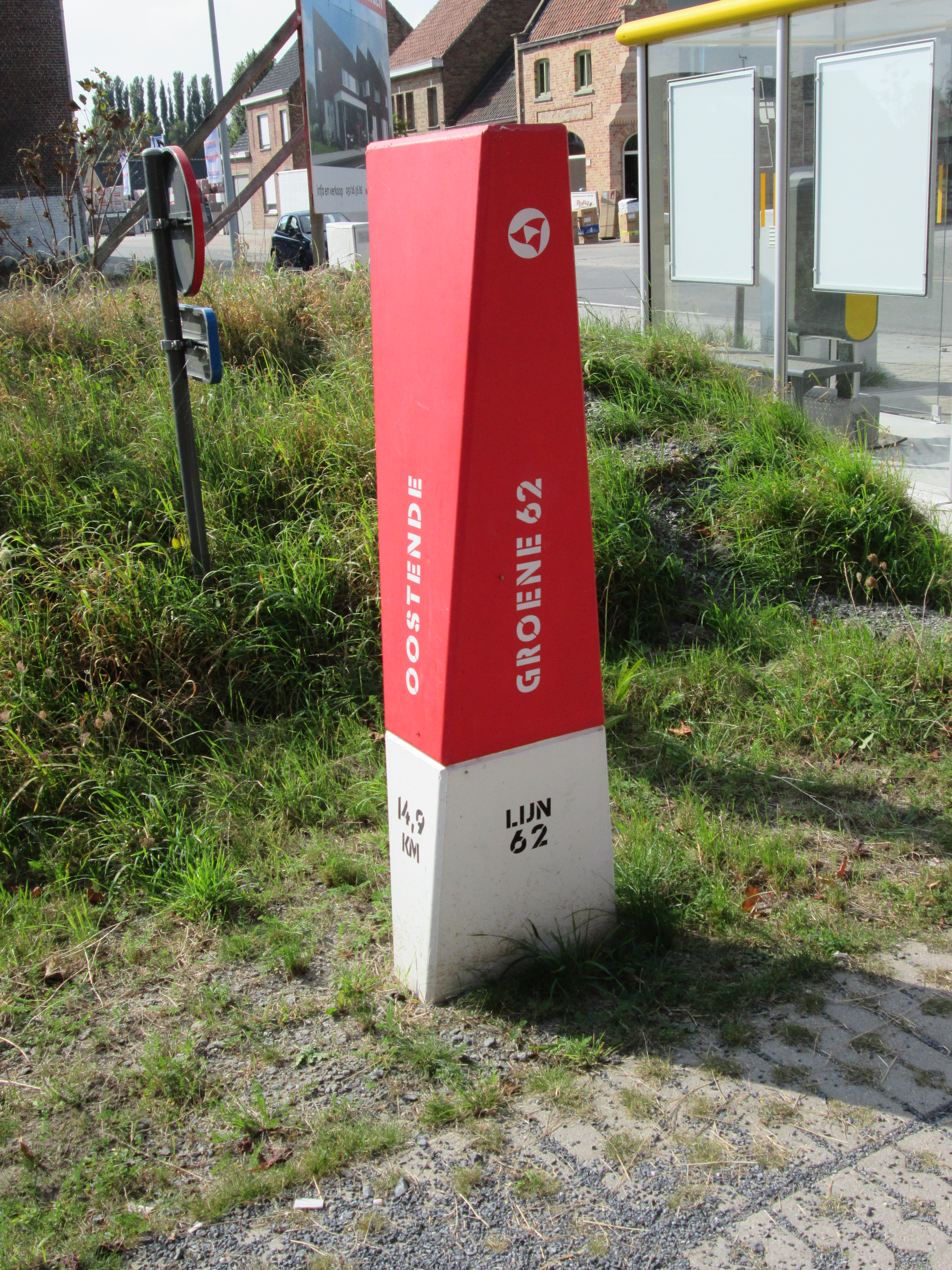
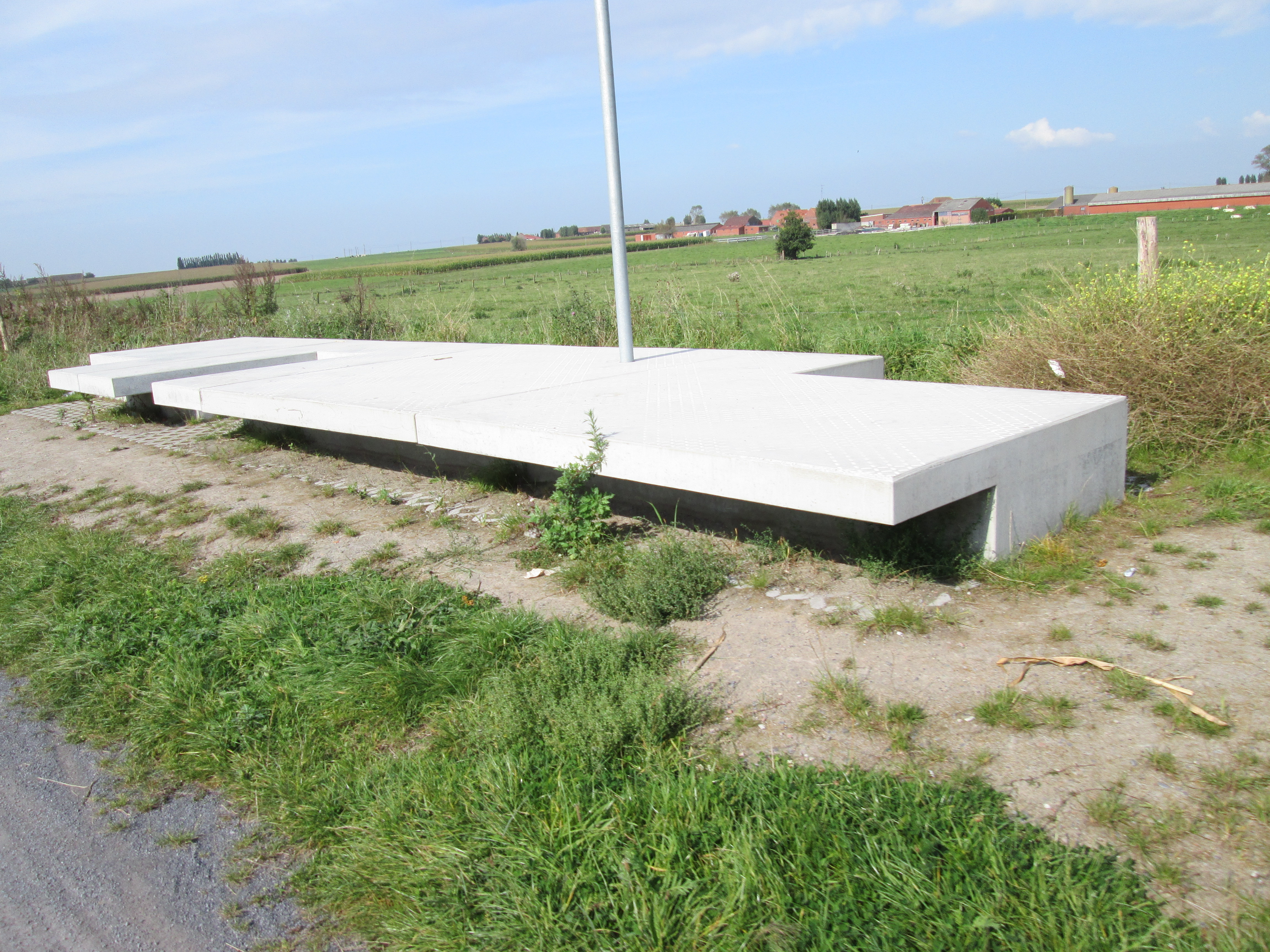